# Sharmin Akter
Sharmin Akter est une militante contre le mariage forcé des enfants au Bangladesh : à l'âge de 15 ans, elle s'oppose à sa mère qui voulait la contraindre au mariage et qui la torture. Elle parvient à s'enfuir. Pour défendre ses droits, mais également pour poursuivre ses études, elle refuse le mariage et attaque en Justice, sa mère et son futur mari. Étudiante à l'école Rajapur Pilot Girls High School, elle aspire à devenir avocate afin de lutter contre la tradition du mariage précoce et forcé,.
Le 29 mars 2017, elle reçoit de la première dame des États-Unis Melania Trump et du sous-secrétaire d’État aux affaires politiques Thomas A. Shannon, le prix international de la femme de courage